# Partido dos Trabalhadores
Partido dos Trabalhadores (PT) é um partido político brasileiro de centro-esquerda à esquerda. Fundado em 1980, é um dos maiores e mais importantes movimentos de esquerda da América Latina. Em dezembro de 2024, o partido contava com 1.647.431 filiados, sendo o segundo maior partido político do Brasil, atrás apenas do Movimento Democrático Brasileiro (MDB). Na legislatura atual (2023–2027), o PT tem a segunda maior bancada na Câmara dos Deputados, atrás do PL, e a quarta maior do Senado Federal. Junto ao PSDB, seu histórico adversário, foi o maior partido que surgiu na luta pela redemocratização do Brasil, contra a ditadura militar.
Os símbolos do PT são a bandeira vermelha com uma estrela branca ao centro (exceto no Rio Grande do Sul, onde a estrela na bandeira é amarela), a estrela vermelha de cinco pontas, com a sigla PT inscrita ao centro, e o hino do partido. Seus filiados e simpatizantes são informalmente denominados "petistas". O PT possui, como os demais partidos políticos no Brasil, uma fundação de apoio. Denominada Fundação Perseu Abramo (FPA), foi instituída pelo Diretório Nacional em 1996 e tem por missão realizar debates, editar publicações, promover cursos de formação política e preservar o patrimônio histórico do partido — tarefa pela qual é responsável o Centro Sérgio Buarque de Holanda. A FPA substituiu uma fundação de apoio partidário anteriormente existente no PT, a Fundação Wilson Pinheiro, criada em 1981.
Em 2003, com a posse de Lula como Presidente da República, o partido passou a comandar pela primeira vez o Executivo brasileiro. Lula reelegeu-se em 2006, terminando seu mandato como o presidente mais bem aprovado de todos os tempos e com o recorde mundial de 87% de aprovação, e foi sucedido em 2011 por Dilma Rousseff, sua ministra-chefe da Casa Civil.
Dilma foi reeleita em 2014 por uma margem estreita e deixou a presidência em agosto de 2016, após seu pedido de impeachment ser aprovado pelo Congresso Nacional devido a operações orçamentárias não previstas na legislação ocorridas durante sua gestão. Lula foi eleito em 2022 a um terceiro mandato. Em 18 de abril de 2022, as Executivas Nacionais do Partido dos Trabalhadores (PT), Partido Verde (PV) e Partido Comunista do Brasil (PCdoB) anunciaram a criação da Federação Brasil da Esperança.

## História

### Fundação

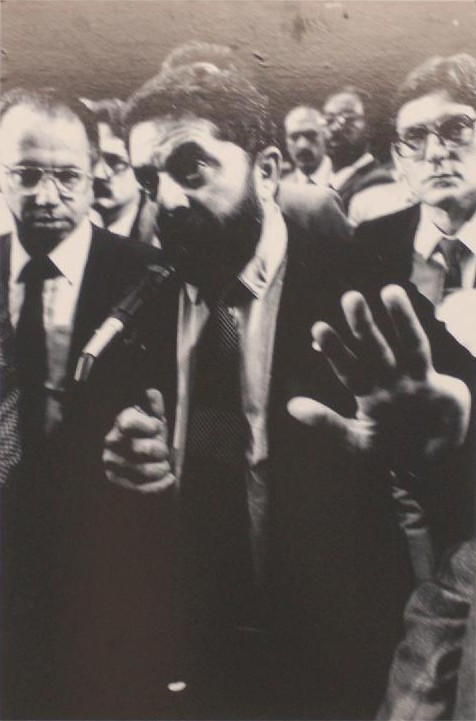
O então deputado federal Lula discursa na Assembleia Nacional Constituinte da Câmara dos Deputados.

O PT foi fundado por um grupo heterogêneo, formado por militantes de oposição à Ditadura Militar, sindicalistas, intelectuais, artistas e católicos ligados à Teologia da Libertação, no dia 10 de fevereiro de 1980, no Colégio Sion, em São Paulo. O partido foi fruto da aproximação entre os movimentos sindicais da região do ABC, que organizaram grandes greves entre 1978 e 1980, e militantes antigos da esquerda brasileira, entre eles ex-presos políticos e exilados que tiveram seus direitos devolvidos pela lei da anistia. Desde a fundação, o partido assumiu a defesa do socialismo democrático.
Após o golpe de 1964, o Comando Geral dos Trabalhadores (CGT) — federação de trabalhadores que desde a Era Vargas reunia dirigentes sindicais tutelados pelo Ministério do Trabalho — foi dissolvido, e os sindicatos passaram a sofrer intervenção do regime militar. O surgimento de um movimento organizado de trabalhadores, notabilizado pelas greves lideradas por Lula no final da década de 1970, permitiu a reorganização de um movimento sindical independente do Estado, o que foi concretizado na criação da Conferência das Classes Trabalhadoras (CONCLAT), que viria ser o embrião da Central Única dos Trabalhadores (CUT).
Originalmente, esse novo movimento trabalhista buscava fazer política exclusivamente na esfera sindical. No entanto, a sobrevivência de um sindicalismo controlado pelo Estado (expresso na recriação da CGT, que reunia líderes conservadores como Joaquim dos Santos Andrade, conhecido como Joaquinzão, e Luiz Antônio Medeiros), somada à persistente influência de partidos de esquerda tradicionais como o Partido Comunista Brasileiro sobre o movimento sindical, fizeram com que os trabalhadores do ABC, estimulados por lideranças de esquerda anti-stalinistas, procurassem identidade própria na criação de seu próprio partido político – uma estratégia diferente à realizada pelo Solidarność, na Polônia de então. Nos anos 1980, um encontro em Roma entre Walesa e Lula mostrou que suas visões políticas eram bastante diferentes. Walesa defendia o pluralismo na política enquanto Lula defendia a união dos sindicatos em uma única entidade.
O PT surgiu, assim, rejeitando tanto as tradicionais lideranças do sindicalismo oficial, como também procurando colocar em prática uma nova forma de socialismo democrático, recusando modelos já então em decadência, como o soviético e o chinês. Significou a confluência do sindicalismo basista da época com a intelectualidade de Esquerda antistalinista.
O manifesto de fundação foi lançado no dia 10 de fevereiro de 1980, no Colégio Sion em São Paulo, e publicado no Diário Oficial da União em 21 de outubro daquele mesmo ano. Mais tarde, foi oficialmente reconhecido como partido político pelo Tribunal Superior de Justiça Eleitoral no dia 11 de fevereiro de 1982. A ficha de filiação número um foi assinada por Apolonio de Carvalho, seguido pelo crítico de arte Mário Pedrosa, pelo crítico literário Antonio Candido e pelo historiador e jornalista Sérgio Buarque de Hollanda.

### Governo Lula

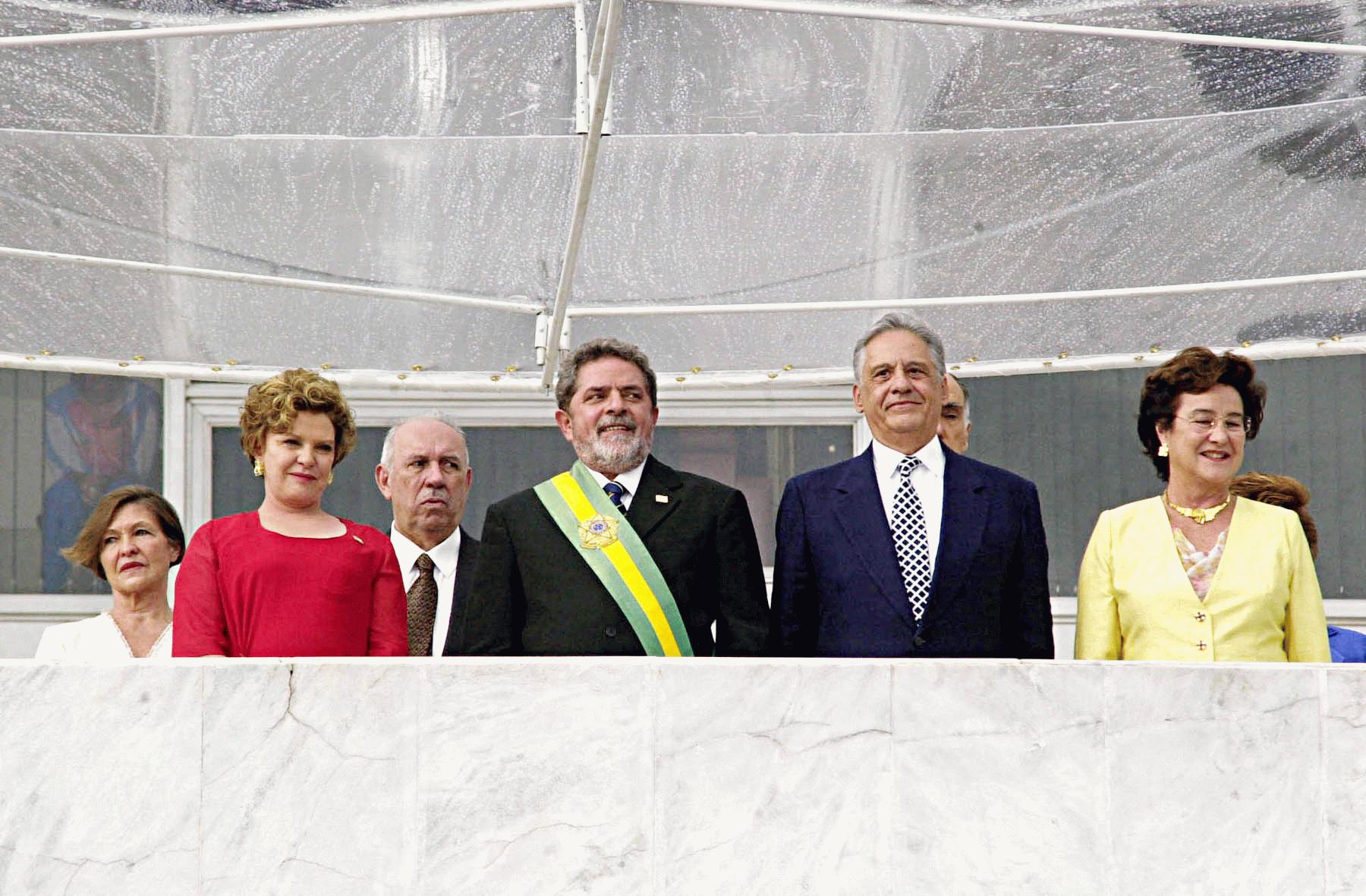
Posse de Luiz Inácio Lula da Silva em 2003.

Com a ascensão à presidência de Luiz Inácio Lula da Silva em 2002 vencendo o segundo turno das eleições gerais de 2002 e com a posse em janeiro de 2003, aglutinaram-se vários partidos políticos, dentre eles o Partido Popular Socialista, Partido Socialista Brasileiro, Partido Democrático Trabalhista, e outros como base de sustentação. Com a continuidade das políticas econômicas do Governo do Fernando Henrique Cardoso e com as denúncias de corrupção, adveio uma crise política que ocasionou a cisão do Partido dos Trabalhadores em Partido Socialismo e Liberdade (PSOL) em 2004.[carece de fontes?]
Havendo após esse período as críticas da esquerda ao Governo do Presidente Lula e o reconhecimento público do Partido dos Trabalhadores como um partido reformista de centro-esquerda. Em 2006 com as eleições gerais, reafirmou-se o projeto petista de Brasil, havendo o desenvolvimento do Plano de Aceleração do Crescimento, o PAC.
Neste governo ocorreu o escândalo conhecido como o mensalão, que teve como protagonistas alguns integrantes do governo do então presidente Lula, membros do Partido dos Trabalhadores (PT), Popular Socialista (PPS), Trabalhista Brasileiro (PTB), República (PR), Socialista Brasileiro (PSB), Republicano Progressista (PRP), e Partido Progressista (PP).

### Governo Dilma

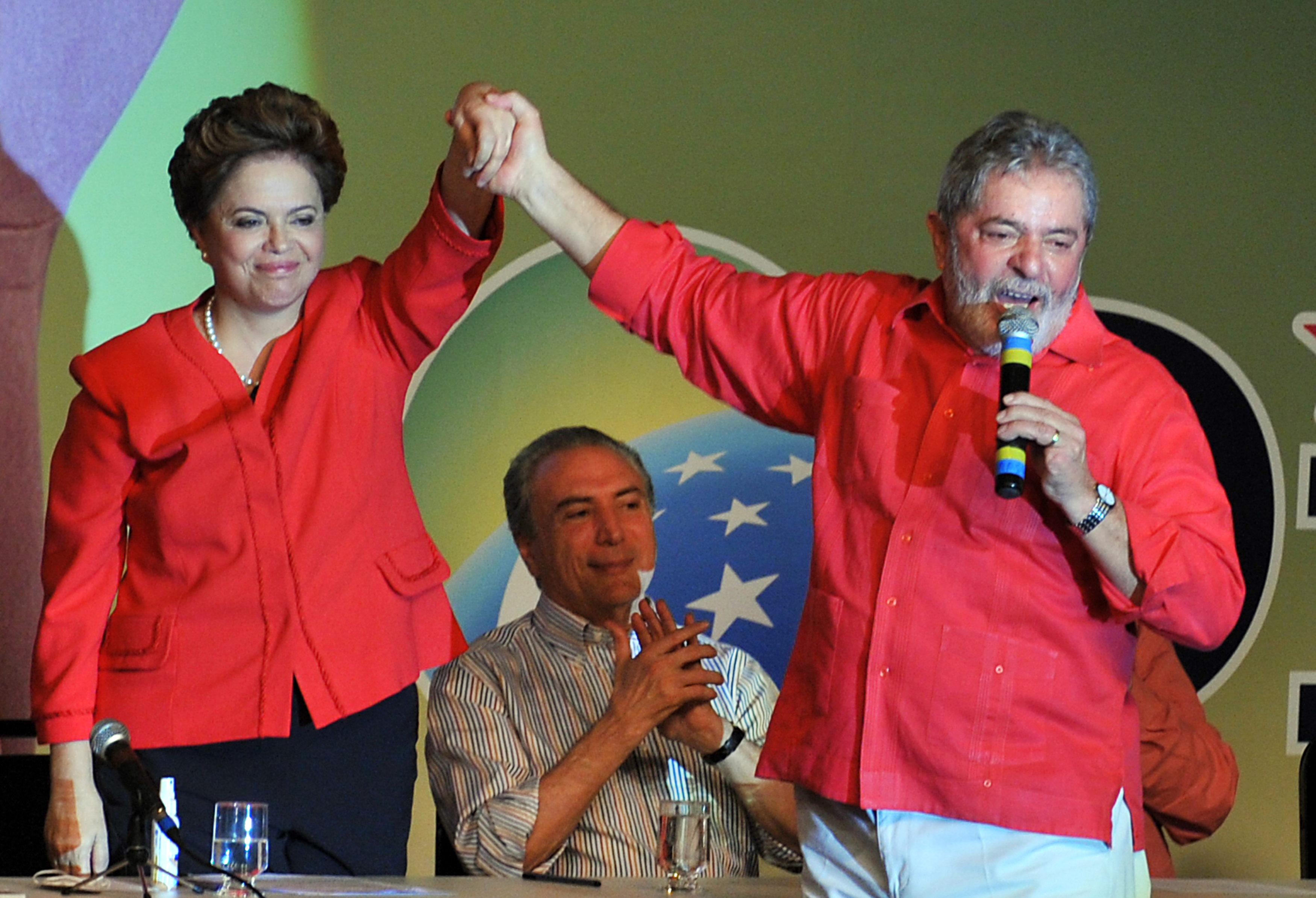
Presidente Luiz Inácio Lula da Silva em apoio à candidatura presidencial da chapa Dilma Rousseff-Michel Temer em 2010

Em outubro de 2010, o Brasil elege a primeira mulher a ocupar a chefia do Estado Brasileiro. Dilma Rousseff (natural de Belo Horizonte) tomou posse do cargo de Presidente da República Federativa do Brasil, prestando, assim como os demais presidentes eleitos na Nova República, juramento solene perante o Congresso Nacional em 1.º de janeiro de 2011. Dilma deu continuidade aos programas do governo Lula, tais como: o Luz para Todos, que beneficiou mais de 3 milhões de famílias até 2013; a segunda etapa do PAC, em que foram disponibilizados recursos na ordem de 1,59 trilhão de reais em uma série de investimentos, tais como transportes, energia, cultura, meio ambiente, saúde, área social e habitação, e o programa Minha Casa, Minha Vida, que obteve investimentos na cifra de 34 bilhões de reais e através do qual foram construídas 1 milhão de moradias na sua primeira fase, e 2 milhões de moradias com investimentos de 125,7 bilhões de reais na sua segunda fase.
Em junho de 2013, irromperam no país grandes manifestações populares, quando milhões de pessoas saíram às ruas em todos os estados para contestar os aumentos nas tarifas de transporte público, a truculência das polícias militares estaduais, além de outras reivindicações como o protesto contra a PEC 37.
Após as eleições presidenciais de 2014, Rousseff é reeleita com 51,64% dos votos válidos, ao derrotar em segundo turno o candidato Aécio Neves na eleição presidencial mais acirrada da história do país até então. Em março de 2015, novos protestos acontecem em vários estados principalmente contra a corrupção, especialmente por conta da Operação Lava Jato conduzida pela Polícia Federal.[carece de fontes?]
Como efeito da enorme e crescente insatisfação popular com o governo, a base política da presidente foi deteriorada e um processo de impeachment contra a presidente é iniciado em dezembro do mesmo ano com base nas chamadas pedaladas fiscais cometidas em seu governo, que desrespeitaram a Lei de Responsabilidade Fiscal. O ato causou grande controvérsia e dividiu o país entre grupos antigovernistas (maioritariamente de direita) e pró-governo (majoritariamente de esquerda). Em 17 de abril de 2016, a Câmara dos Deputados aprova o início do processo, que posteriormente foi encaminhado para análise no Senado. O impeachment foi aprovado em 31 de agosto de 2016, sendo Dilma definitivamente afastada do cargo de presidente, tendo contudo seus direitos políticos preservados, em votação separada.
Durante os treze anos de governo petista sob Lula e Dilma, foi observada uma guinada populista na atuação partidária, mais especificamente na forma de lulismo, uma nova forma de populismo de esquerda ou neopopulismo que constrói a imagem de Lula como um representante dos interesses das classes inferiores, em particular através de programas de distribuição de renda fortemente associados à figura de Lula, que promoveram benefícios sociais, mas restritos e de curto prazo, conservando hierarquias sociais, ao mesmo tempo em que promove políticas macroeconômicas neo-desenvolvimentistas que favorecem o acúmulo de capital de classes superiores, em particular do setor primário, como subsídios a empresas e ao agronegócio pelo BNDES, políticas essas permitidas por um ciclo de crescimento econômico impulsionado por fatores externos, em particular o boom do preço dos commodities. Em suma, essa forma de neopopulismo adotada pelo PT busca cativar na imagem de Lula o apoio "de baixo" através de políticas redistributivas não transformacionais, conservando a estrutura social para manter o apoio "de cima".

#### Eleições municipais de 2016
Nas eleições municipais de 2016, as consequências do desgaste da imagem do partido já se notaram. O PT perdeu mais de 60% das prefeituras e venceu em apenas uma capital (Rio Branco, Acre). Considera-se que as razões para a derrocada do partido foram os efeitos das investigações da operação Lava Jato, da crise político-econômica de 2014 e do desgaste causado pelo impeachment da presidente Dilma Rousseff.

### Candidatura de Lula e a eleição presidencial de 2018
Em 2017, Lula anunciou publicamente que seria novamente o candidato do PT à presidência da República. Em setembro daquele ano, saiu em caravana pelos estados do Brasil, começando por Minas Gerais, estado governado pelo seu aliado Fernando Pimentel. Em 2018, ao atravessar a região Sul do país, a caravana petista foi recebida com protestos. No Paraná, o ônibus da comitiva foi atingido por tiros, e no Rio Grande do Sul, militantes pró-Lula foram atingidos por pedras.
Mesmo após sua prisão em abril de 2018, o PT insistiu e manteve Lula como candidato do partido à presidência. Na pesquisa Ibope realizada em junho de 2018, Lula liderava com 33% das intenções de voto, mais que o dobro do segundo colocado, o deputado fluminense Jair Bolsonaro (PSL), que pontuava 15%. De dentro da cadeia, o ex-presidente articulou uma aliança nacional com o PCdoB e alianças regionais com o PSB, contribuindo para isolar a candidatura de seu maior adversário no campo da esquerda, o ex-governador do Ceará Ciro Gomes.

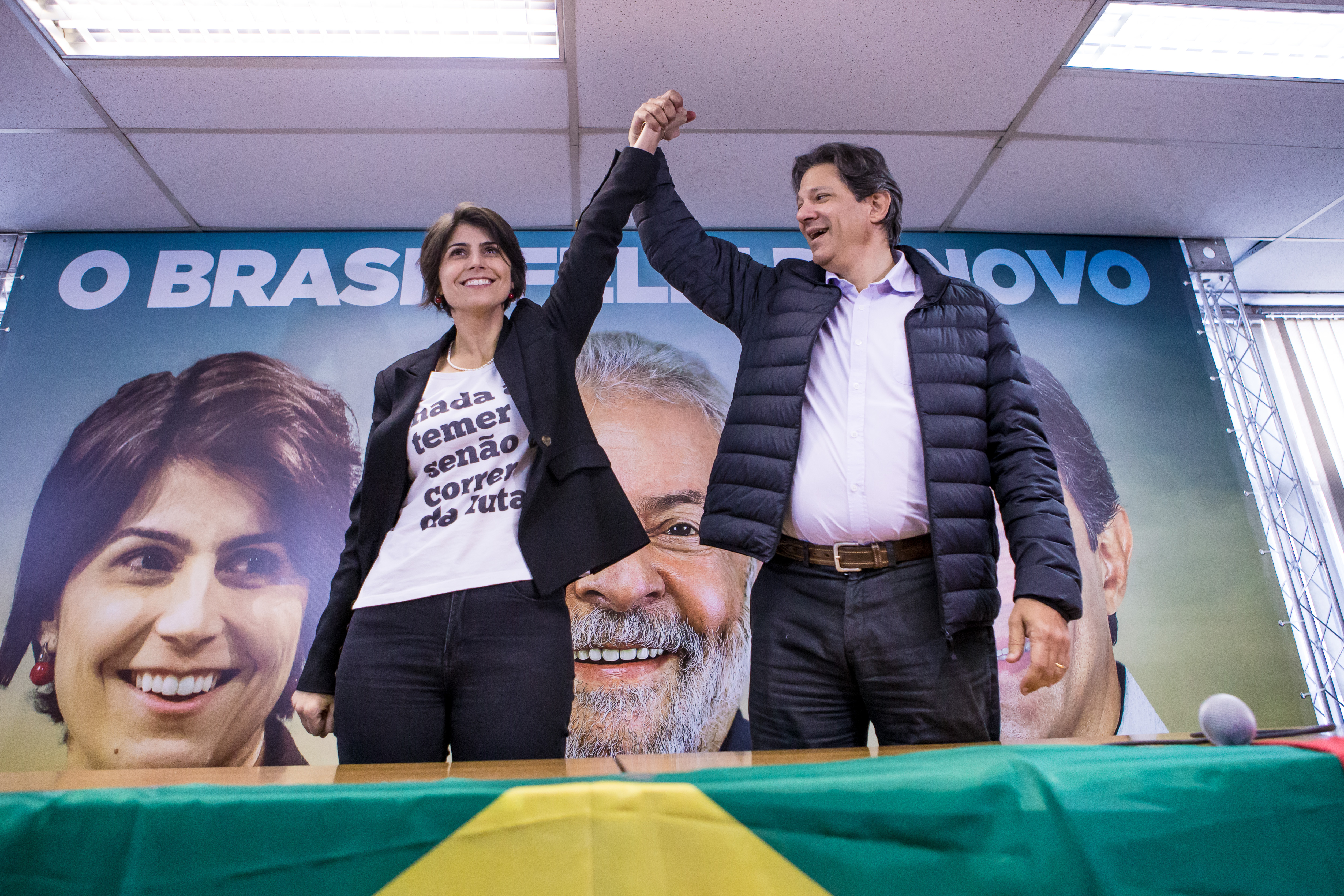
Manuela d'Ávila e Fernando Haddad, os candidatos do partido para a eleição presidencial de 2018.

O PT oficializou a candidatura de Lula em 5 de agosto de 2018, em São Paulo. Na impossibilidade da presença física de Lula no local, uma carta sua foi lida para a plateia pelo ator Sérgio Mamberti. O vice indicado na chapa presidencial foi o ex-prefeito de São Paulo Fernando Haddad, que representará Lula em eventos e debates. Na provável inelegibilidade de Lula, Haddad assumiria a cabeça da chapa, tendo como vice a deputada gaúcha Manuela d'Ávila. Em 16 de agosto, depois que a maioria dos ministros do TSE declarou que a "inelegibilidade [de Lula como candidato] é incontroversa", a procuradora-geral da República, Raquel Dodge, enviou uma impugnação contra a candidatura tendo como base a Lei da Ficha Limpa, que considera inelegíveis candidatos condenados em segunda instância.
O comitê de Direitos Humanos da ONU recomendou, em 17 de agosto, que fosse assegurado a Lula o "acesso apropriado à imprensa e a integrantes de seu partido político". Segundo o texto, também foi solicitado que não lhe impedisse de "concorrer às eleições presidenciais de 2018 até que todos os recursos pendentes de revisão contra sua condenação [fossem] completos em um procedimento justo" em que "a condenação [fosse] final". No entanto, em primeiro de setembro, o Tribunal Superior Eleitoral (TSE) decidiu por 6 votos a 1, que o ex-presidente não pode concorrer a um terceiro mandato com base na Lei da Ficha Limpa. A defesa entrou com recurso, negado em 6 de setembro pelo relator Edson Fachin, o único que votou a favor de deferir a candidatura outrora.
O Comitê da ONU fez nova manifestação em 10 de setembro reafirmando a obrigação do governo brasileiro de cumprir a recomendação para garantir a candidatura de Lula. No dia seguinte, o PT anunciou oficialmente que Fernando Haddad seria o novo candidato do partido nas eleições presidenciais de 2018.

### Eleições municipais de 2020
Segundo o cientista político Sérgio Abranches, o PT está com um "desgaste" político, isso explica a derrota do partido nas eleições de 2020 junto a Bolsonaro:
Outro aspecto (observado nesta eleição) é que a rejeição ao PT continua muito forte.(...) Com toda a certeza o PT, Lula, Bolsonaro e seus seguidores foram os maiores derrotados nessa eleição. O PT tem que aprender a viver com novas lideranças dentro dele, tem que permitir a ascensão de novas lideranças. Não pode ficar preso eternamente ao Lula. E o próprio Lula tem que entender que o papel histórico dele mudou. Seu papel como presidente já se esgotou, e o papel histórico dele agora é ajudar o PT a encontrar um caminho novo. Em São Paulo, com o desgaste do PT e o desempenho pífio de Tatto (Jilmar Tatto, candidato do PT à capital paulista derrotado no primeiro turno, com menos de 9% dos votos), o PSOL passou a fazer o contraponto do PSDB à esquerda— Sérgio Abranches

### Eleição presidencial de 2022

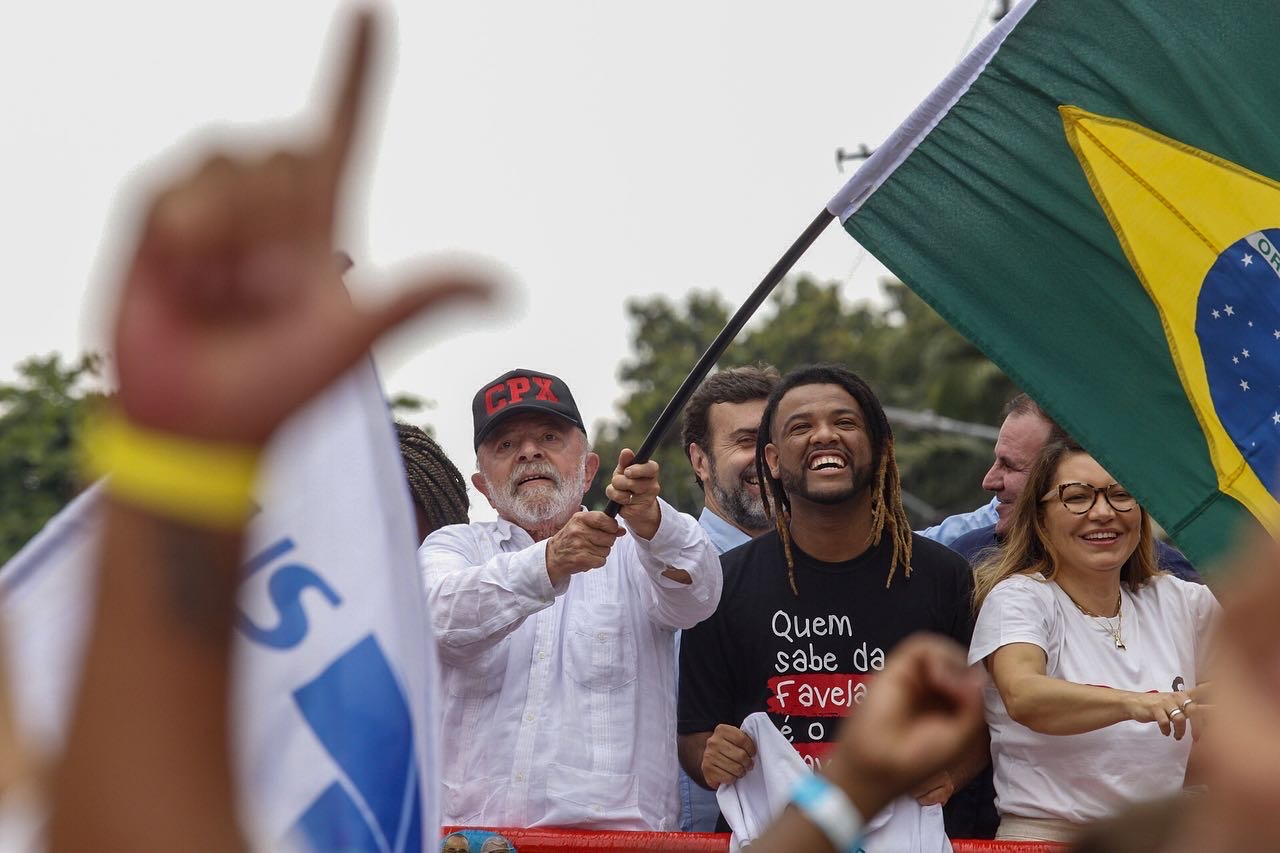
Lula no Complexo do Alemão em 2022, com um apoiador fazendo o L, que se tornou símbolo da campanha.

Enquanto a eleição presidencial no Brasil em 2018 foi marcada por questões envolvendo o combate à corrupção, a segurança pública e a renovação política, especulou-se que a principal pauta das eleições de 2022 seria a economia e a gestão pós-pandemia. Com desemprego, inflação e a volta da fome no Brasil, estudos mostraram que o principal interesse dos eleitores é a economia.
A economia do Brasil sofreu sucessivas crises desde a de 2014, abalando-se ainda com a recessão mundial causada pela pandemia de COVID-19; a crise política e os constantes conflitos com o Poder Judiciário, os governadores, a imprensa, as universidades, os ambientalistas, as ONGs e os movimentos sociais; e com o aumento da inflação e do preço dos combustíveis, em especial com a guerra entre Ucrânia e Rússia.
Em 18 de abril de 2022, as Executivas Nacionais do Partido dos Trabalhadores (PT), Partido Verde (PV) e Partido Comunista do Brasil (PCdoB) anunciaram a criação da Federação Brasil da Esperança, em nota assinada pelos presidentes dos três partidos: Gleisi Hoffmann (PT), Luciana Santos (PCdoB) e José Luís Penna (PV).
Em 21 de julho de 2022, a FE Brasil realizou a convenção que oficializou o nome de Luiz Inácio Lula da Silva para disputar a presidência da República, em outubro. O ex-presidente havia recuperado seus direitos políticos em março de 2021, com anulação de todas as suas condenações na Lava Jato pelo Supremo Tribunal Federal, tendo sido reconhecida a motivação política e a condução parcial do processo.
Em 6 de agosto de 2022, a candidatura à presidência do ex-presidente Luiz Inácio Lula da Silva e do ex-governador paulista Geraldo Alckmin (PSB) como vice foi formalmente registrada perante o Tribunal Superior Eleitoral (TSE). Além da FE Brasil, a candidatura contou com o apoio da federação PSOL-REDE, do PSB, do Solidariedade, do Avante, do Agir e do PROS, sendo a maior coligação da campanha presidencial e a que contava com o maior tempo de campanha em rede nacional de rádio e televisão.
No primeiro turno, realizado no dia 2 de outubro de 2022, Lula recebeu 57 259 504 de votos (48,43% dos votos válidos), o que levou a eleição ao segundo turno. A FE Brasil elegeu a segunda maior bancada da Câmara dos Deputados, com 81 cadeiras.
Durante a campanha do segundo turno, foi formada uma frente ampla, contando com o apoio da terceira colocada na disputa presidencial do primeiro turno, a senadora Simone Tebet (MDB), do PDT, do Cidadania, do ex-presidente Fernando Henrique Cardoso e de outros membros do PSDB, como Aloysio Nunes e os senadores José Serra e Tasso Jereissati, do ex-ministro do STF Joaquim Barbosa, do governador reeleito Helder Barbalho (MDB), do senador Cid Gomes (PDT), do ex-candidato a presidente João Amoêdo, da senadora Eliziane Gama, dos ex-presidentes do Banco Central Armínio Fraga e Henrique Meirelles, dentre outros nomes de políticos, juristas e economistas.
Lula foi eleito presidente da República em 30 de outubro de 2022 com 60 345 999 de votos, o que representou 50,90% dos votos válidos.

### Terceiro governo Lula

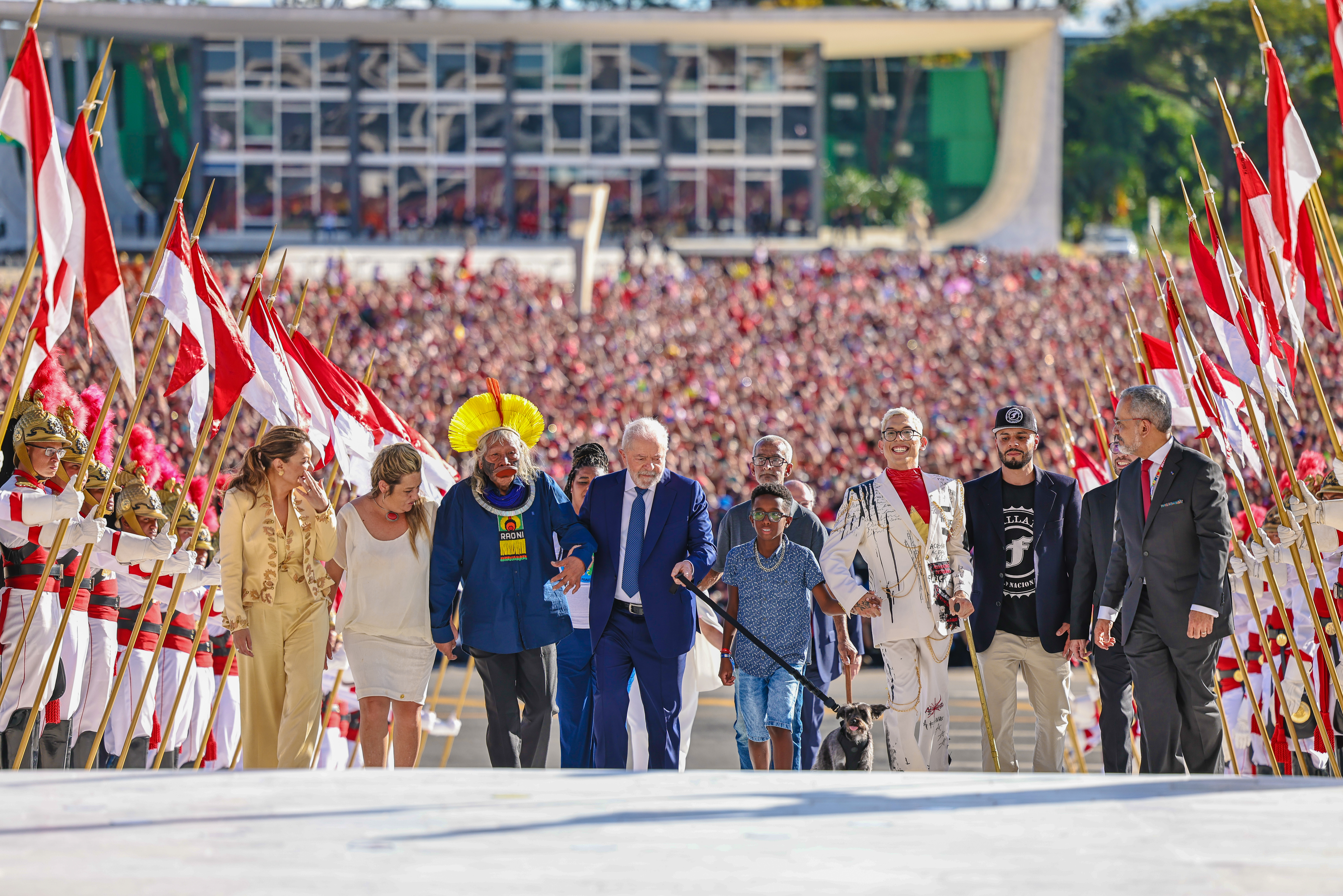
Solenidade de Posse Presidencial de Lula como 39º presidente do Brasil

Lula tomou posse como 39.º presidente do Brasil no dia 1º de janeiro de 2023, em cerimônia realizada no Congresso Nacional em Brasília, dando início ao segundo governo Lula (ou seu terceiro mandato).
O governo Lula assinou uma série de decretos e atos normativos na sua primeira semana de governo, popularmente conhecido como uma "desbolsonarização" da União, com exonerações em massa de servidores do segundo escalão, e retirou empresas como Petrobras e Correios do processo de privatização.
No dia 8 de janeiro de 2023, no que ficou conhecido como Ataques de 8 de janeiro em Brasília, ocorreu uma série de vandalismos, invasões e depredações do patrimônio público em Brasília cometidos por uma multidão de bolsonaristas extremistas que invadiu edifícios do governo federal com o objetivo de instigar um golpe militar contra o governo eleito de Luiz Inácio Lula da Silva para restabelecer Jair Bolsonaro como presidente do Brasil. Após os ataques, o presidente Lula assinou um decreto autorizando uma intervenção federal no Distrito Federal, que durou até o dia 31 de janeiro.
Dentre as medidas tomadas pelo governo estão: a aprovação do novo arcabouço fiscal para substituir a regra do teto de gastos; a criação do Programa Emergencial de Renegociação de Dívidas de Pessoas Físicas Inadimplentes (conhecido como "Desenrola Brasil"); a implantação reforma tributária, que tem entre seus principais pontos a isenção de impostos sobre a cesta básica, a criação do IVA (Imposto sobre Valor Agregado), e a criação do "imposto seletivo"; a correção na tabela do imposto de renda; o lançamento do Novo Programa de Aceleração do Crescimento, ou Novo PAC; o restabelecimento do Bolsa Família,  do Minha Casa, Minha Vida e do Mais Médicos; a criação do Nova Indústria Brasil e a renacionalização das refinarias de petróleo privatizadas; o reajuste dos salários do funcionalismo público e a realização do Concurso Nacional Unificado; o estabelecimento do programa "Pé-de-Meia", aprovação de mudanças no Novo Ensino Médio, e o aumento do valor para bolsas de pesquisa.

## Ideologia
O PT surgiu da organização sindical espontânea de operários paulistas no final da década de 1970, dentro do vácuo político criado pela repressão do regime militar aos partidos comunistas tradicionais e aos grupos armados de Esquerda então existentes. Desde a sua fundação, apresenta-se como um partido de Esquerda que defende o socialismo como forma de organização social. Contudo, diz ter objeções ao socialismo real implementado em alguns países, não o reconhecendo como o verdadeiro socialismo.
A ideologia espontânea das bases sindicais do partido - e a ação pessoal de lideranças sindicais como as de Lula, Jair Meneguelli e outros, sempre se caracterizou por uma certa rejeição das ideologias em favor da ação sindical como fim em si mesma, e é bem conhecido o episódio em que Lula, questionado por seu adversário Fernando Collor quanto à filiação ideológica do PT, em debate televisionado ao vivo em 1989, respondeu textualmente que o PT "jamais declarou ser um partido marxista".
Mesmo assim, o partido manteve, durante toda a década de 1980, relações amistosas com os partidos comunistas que então governavam países do "socialismo real" como a União Soviética, República Democrática Alemã, República Popular da China, e Cuba. Estas relações, no entanto, jamais se traduziram em qualquer espécie de organização interpartidária ou de unidade de ação e não sobreviveram à derrocada do mesmo socialismo real a partir de 1989, não obstante a manutenção de certa afinidade sentimental de algumas lideranças do PT com o governo de Fidel Castro - como no caso emblemático do ex-deputado José Dirceu, que na década de 1960 foi exilado em Cuba e lá recebeu treinamento à luta de guerrilha (de que jamais participou concretamente). A liderança do PT mantinha também boas relações com o governo de Hugo Chávez na Venezuela.
O PT nasceu com uma postura crítica ao reformismo dos partidos políticos social-democratas. Nas palavras do seu programa original: "As correntes social-democratas não apresentam, hoje, nenhuma perspectiva real de superação histórica do capitalismo imperialista". O PT organizou-se, no papel, a partir das formulações de intelectuais marxistas, mas também continha em seu bojo, desde o nascimento, ideologias espontâneas dos sindicalistas que constituíram o seu "núcleo duro" organizacional, ideologias estas que apontavam a uma aceitação da ordem burguesa, e cuja importância se tornou cada vez maior na medida em que o partido adquiria bases materiais como máquina burocrático-eleitoral.
O partido se articula com diversos outros partidos e grupos de esquerda latino-americanos, como a Frente Ampla uruguaia, partidos comunistas de Cuba, Brasil e outros países, e movimentos sociais brasileiros, como o Movimento dos Trabalhadores Rurais Sem Terra (MST), no chamado Foro de São Paulo, reunião de movimentos e partidos políticos de esquerda latino-americanos. Lula afirmou, no último desses encontros: "Precisei chegar à presidência da República para descobrir o quão importante foi criar o Foro de São Paulo".
Francisco Alambert Junior e Maria Helena Capelato afirmam que tais relações não se traduzem em qualquer espécie de unidade organizacional, ficando no nível da solidariedade política mútua em torno de certos objetivos comuns, como a luta pela unidade latino-americana e a oposição à penetração política estadunidense na América Latina.
Esses autores dizem que o que caracteriza o PT é uma certa adesão retórica ao socialismo, adesão essa que não se traduz em pressupostos ideológicos claros e consensualmente admitidos pela generalidade do partido. O ex-presidente do PT José Genoíno costumava afirmar que o socialismo e o marxismo tornaram-se, ao partido, mais "um sistema de valores" do que um conjunto de medidas para a transformação da sociedade.
Outros, membros do partidos de direita e da grande mídia, discordam, caracterizando o Foro de São Paulo como um traçado de políticas conjuntas e de fato que teria permitido a ascensão de Lula, de Hugo Chávez, de Evo Morales e da Frente Ampla. Argumenta-se que essas políticas conjuntas estão traçadas nas atas desses foros, e são prontamente executadas pelos participantes presentes em governo. Em sentido diverso, argumenta-se que as ideologias políticas dos partidos e movimentos participantes do Foro de São Paulo diferem consideravelmente entre si.
Poder-se-ia dizer, ainda, que, no PT, o trabalho ideológico-teórico sempre foi levado à reboque das origens concretas do partido. A favor dessa afirmação, está o fato de que seu núcleo duro é composto por sindicalistas, o que explicaria a facilidade com que o partido, uma vez no poder, se adaptou a uma política econômica bastante ortodoxa. Já na década de 1990, prefeitos petistas como o futuro Ministro da Fazenda Antônio Palocci adotavam políticas de governo considerados inclusive pelos críticos dentro do partido como neoliberais (privatizações, cortes drásticos de gastos públicos). Em julho de 2006, o próprio presidente Lula se declarou distante da esquerda, admitindo que, em um eventual segundo mandato, prosseguiria com políticas conservadoras.
Deve-se lembrar, ainda, que a burocracia do PT, por conta das suas ligações com cúpulas sindicais como as da CUT, teve a oportunidade concreta de desenvolver estratégias de acumulação de capital através da administração de fundos de pensão privados (cujo desenvolvimento o governo Lula tentaria estimular na Reforma da Previdência), estratégias essas que acabariam por desenvolver uma certa identidade de interesses entre a burocracia do partido e setores da burguesia brasileira.

### Base

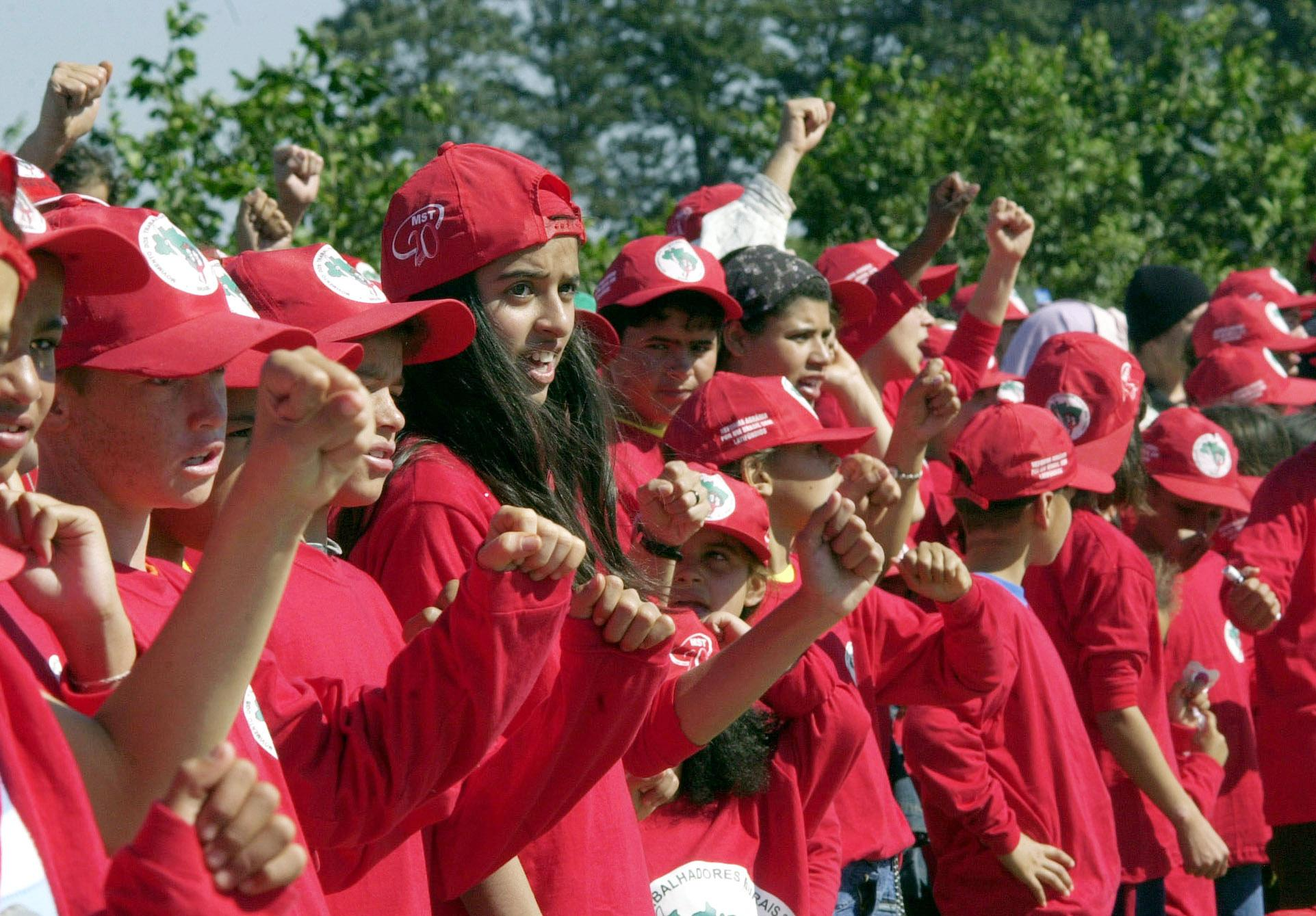
Filhos de agricultores comemoram os 20 anos do MST, em 2004. Também é um dos principais movimentos sociais ligados ao PT.

O PT se originou no movimento sindical brasileiro e nas comunidades eclesiais de base da teologia da libertação, surgindo da desilusão com o "socialismo realmente existente", do modelo stalinista soviético e maoista chinês, e pretendia-se, na origem, fundamentalmente como aquilo que seu nome indicava: um partido de trabalhadores para trabalhadores, inclusive como uma alternativa deliberada ao Partido Comunista Brasileiro. Um fato emblemático para caracterizar essa posição diferenciada, como já dito, foi seu apoio ao sindicato independente Solidarność em sua luta por abertura política na Polônia comunista de então.
O PT, em sua própria definição, sempre se pautou pela liberdade de opinião e pela disciplina partidária. A partir de sua base tradicional na classe operária urbana, o PT organizou-se mais como um aglomerado heterogêneo de núcleos temáticos, de forma antagônica a uma organização de base em células de tipo comunista, que tendiam a privilegiar a posição de classe dos filiados sobre seus interesses espontâneos ou afiliações não classistas (por exemplo, o pertencimento a movimentos homossexuais, ecológicos, de base étnica e/ou identitária). Casos emblemáticos disso foram a ligação do PT, desde muito cedo, com o movimento agrário-ecológico dos seringueiros do Acre pela instalação de reservas extrativistas na Amazônia, então dirigido pelo ativista Chico Mendes e o forte apoio dado por esse partido ao MST.
O PT, desde sua fundação, acabou por servir de desaguadouro a intelectuais marxistas (por exemplo o cientista político comunista Carlos Nelson Coutinho) e incorporou certas ideias políticas do comunista italiano Antonio Gramsci.
Muitos estudiosos de Gramsci no Brasil são filiados e/ou simpáticos ao Partido dos Trabalhadores, colocando-se como intelectuais orgânicos de ideologia proletária) e muitos deles foram, inclusive, nomes importantes na criação do partido. Há, contudo, uma maior diversidade ideológica entre os intelectuais petistas.
No início da década de 1990, ocorreram os primeiros rachas e expulsões do partido. Essas primeiras expulsões tinham, como causa, a propositura, por parte algumas correntes trotskistas, do engajamento do partido em ações de cunho revolucionário contra o governo de Fernando Collor, seja através de uma ação direta contra o mesmo (proposta pela corrente Causa Operária), seja levantando-se a plataforma de agitação de eleições gerais como sequência ao impeachment de Collor (proposta pela corrente Convergência Socialista). Em 2003, membros do partido inconformados com as políticas econômicas próximas à economia neoclássica (ou mais exatamente à releitura de economia neoclássica conhecida como Consenso de Washington) do Governo Lula, foram expulsos após não seguirem as diretrizes partidárias na votação da Reforma da Previdência.[carece de fontes?]
Aproveitando-se do momento de crise por que o PT passava, esses membros, liderados por Heloísa Helena, pensaram ser o momento certo para a construção de um novo partido de esquerda a ser referência aos trabalhadores brasileiros. Assim nascia o Partido Socialismo e Liberdade (PSOL). Mais tarde, o PSOL tornar-se-ia apenas mais uma legenda dissidente do PT sem grande expressão eleitoral ou na base dos movimentos sociais. Posteriormente, ao serem derrotados no PED (Processo de Eleições Diretas), que decidiam as direções partidárias, com a candidatura de Plínio de Arruda Sampaio, outra tendência também migra ao PSOL, a Ação Popular Socialista (APS) de Ivan Valente.[carece de fontes?]
Apesar destas pequenas rupturas, o PT ainda consegue ser referência aos trabalhadores e trabalhadoras do campo e da cidade. Quadros importantes continuam no partido, como Raul Pont, Emir Sader e Valter Pomar, que preferiram disputar o comando do partido a romper com ele. O PT contém, ainda, uma fração que mantém uma afiliação doutrinária e de organização com o trotskismo internacional, a Democracia Socialista (DS), já foi ligada à chamada Quarta Internacional (Pós-reunificação) - corrente essa que teve, como seu mais importante dirigente histórico, o economista belga Ernest Mandel. Pertence, à DS, o ex-ministro do Desenvolvimento Agrário do primeiro governo de Lula, Miguel Rossetto.

## Organização
| Presidente da República   | Presidente da República   | Presidente da República |
| Presidente                | Imagem                    |                         |
| ------------------------- | ------------------------- | ----------------------- |
| Luiz Inácio Lula da Silva | Luiz Inácio Lula da Silva |                         |

| Governadores atuais (4) | Governadores atuais (4) | Governadores atuais (4) |
| UF | Governador(a)           | Imagem                  |
| --- | ----------------------- | ----------------------- |
| BA | Jerônimo Rodrigues      | Jerônimo Rodrigues      |
| CE | Elmano de Freitas       | Elmano de Freitas       |
| PI | Rafael Fonteles         | Rafael Fonteles         |
| RN | Fátima Bezerra          | Fatima Bezerra          |
| Observações: Os nomes marcados com o símbolo * foram (re)eleitos em 2022 por outros partidos. O nome marcado com símbolo + é vice em exercício ou efetivado. |                         |                         |

| Senadores atuais (8) | Senadores atuais (8) | Senadores atuais (8) |
| UF | Senador(a)           | Imagem               |
| --- | -------------------- | -------------------- |
| BA | Jaques Wagner        | Jaques Wagner        |
| CE | Augusta Brito+       | Augusta Brito        |
| ES | Fabiano Contarato*   | Fabiano Contarato    |
| PA | Beto Faro            | Beto Faro            |
| PE | Humberto Costa       | Humberto Costa       |
| PE | Teresa Leitão        | Teresa Leitão        |
| RS | Paulo Paim           | Paulo Paim           |
| SE | Rogério Carvalho     | Rogério Carvalho     |
| Observações: Os nomes marcados com o símbolo * foram (re)eleitos em 2018 ou em 2022 por outros partidos. Nomes marcados com o símbolo + são suplentes em exercício ou efetivados. |                      |                      |

| Deputados federais atuais (68) | Deputados federais atuais (68) | Deputados federais atuais (68) |
| UF | Deputado(a)                    | Imagem                         |
| --- | ------------------------------ | ------------------------------ |
| AL | Paulão do PT                   | Paulão do PT                   |
| BA | Jorge Solla                    | Jorge Solla                    |
| BA | Zé Neto                        | Zé Neto                        |
| BA | Waldenor Pereira               | Waldenor Pereira               |
| BA | Ivoneide Caetano               | —                              |
| BA | Joseildo Ramos                 | Joseildo Ramos                 |
| BA | Valmir Assunção                | Valmir Assunção                |
| BA | Josias Gomes+                  | Josias Gomes                   |
| CE | José Guimarães                 | Guimarães do PT                |
| CE | Luizianne Lins                 | Luizianne Lins                 |
| CE | José Airton                    | José Airton                    |
| DF | Erika Kokay                    | Erika Kokay                    |
| ES | Helder Salomão                 | Helder Salomão                 |
| ES | Jack Rocha                     | —                              |
| GO | Adriana Accorsi                | —                              |
| GO | Rubens Otoni                   | Rubens Otoni                   |
| MA | Rubens Pereira Júnior          | —                              |
| MG | Reginaldo Lopes                | Reginaldo Lopes                |
| MG | Rogério Correa                 | Rogério Correa                 |
| MG | Paulo Guedes                   | Paulo Guedes                   |
| MG | Odair Cunha                    | Odair Cunha                    |
| MG | Patrus Ananias                 | Patrus Ananias                 |
| MG | Dandara Tonantzin              | —                              |
| MG | Padre João                     | Padre João                     |
| MG | Miguel Ângelo                  | —                              |
| MG | Leonardo Monteiro              |                                |
| MG | Ana Pimentel                   | —                              |
| MS | Vander Loubet                  | Vander Loubert                 |
| MS | Camila Jara                    | —                              |
| PA | Dilvanda Faro                  | —                              |
| PA | Airton Faleiro                 | Airton Faleiro                 |
| PB | Luiz Couto                     | Luiz Couto                     |
| PE | Carlos Veras                   | —                              |
| PI | Francisco Costa                | —                              |
| PI | Rejane Dias                    | Rejane Dias                    |
| PI | Florentino Neto                | —                              |
| PI | Flávio Nogueira                | Flávio Nogueira                |
| PR | Gleisi Hoffmann                | Gleisi Hoffmann                |
| PR | Carol Dartora                  | Carol Dartora                  |
| PR | Zeca Dirceu                    | Zeca Dirceu                    |
| PR | Enio Verri                     | Enio Verri                     |
| PR | Tadeu Veneri                   | Tadeu Veneri                   |
| RJ | Lindbergh Farias               | Lindbergh Farias               |
| RJ | Benedita da Silva              | Benedita da Silva              |
| RJ | Washington Quaquá              | Washington Quaquá              |
| RJ | Dimas Gadelha                  | —                              |
| RJ | Reimont                        | Reimont                        |
| RN | Natália Bonavides              |                                |
| RN | Fernando Mineiro               | Fernando Mineiro               |
| RS | Maria do Rosário               | Maria do Rosário               |
| RS | Bohn Gass                      | Bohn Gass                      |
| RS | Dionilso Marcon                | Dionilson Marcon               |
| RS | Alexandre Lindenmeyer          | —                              |
| RS | Denise Pessôa                  | —                              |
| RS | Reginete Bispo+                | —                              |
| SC | Pedro Uczai                    | Pedro Uczai                    |
| SC | Ana Paula Lima                 | —                              |
| SE | João Daniel                    | João Daniel                    |
| SP | Rui Falcão                     | Rui Falcão                     |
| SP | Kiko Celeguim                  | —                              |
| SP | Jilmar Tatto                   | Jilmar Tatto                   |
| SP | Nilto Tatto                    | Nilto Tatto                    |
| SP | Carlos Zarattini               | Carlos Zarattini               |
| SP | Arlindo Chinaglia              | Arlindo Chinaglia              |
| SP | Alencar Santana                | Alencar Santana                |
| SP | Juliana Cardoso                | Juliana Cardoso                |
| SP | Alfredinho+                    | Alfredinho                     |
| SP | Vicentinho+                    | Vicentinho                     |
| Observações: Os nomes marcados com o símbolo * foram (re)eleitos em 2022 por outros partidos. Nomes marcados com o símbolo + são suplentes em exercício ou efetivados. |                                |                                |

| Deputados estaduais atuais (118) | Deputados estaduais atuais (118) | Deputados estaduais atuais (118) | Deputados estaduais atuais (118) | Deputados estaduais atuais (118) |
| UF | Deputado(a)                      | UF                               | Deputado(a)                      |                                  |
| --- | -------------------------------- | -------------------------------- | -------------------------------- | -------------------------------- |
| AL | Ronaldo Medeiros                 | PI                               | Fábio Xavier                     |                                  |
| AM | Sinésio Campos                   | PI                               | Fábio Novo                       |                                  |
| AP | Paulo Nogueira                   | PI                               | Nerinho                          |                                  |
| BA | Rosemberg Pinto                  | PI                               | Dr. Vinícius                     |                                  |
| BA | Zé Raimundo                      | PI                               | Franzé Silva                     |                                  |
| BA | Osni Cardoso                     | PI                               | Rubens Vieira                    |                                  |
| BA | Junior Muniz                     | PI                               | Dr. Gil Carlos                   |                                  |
| BA | Robinson Almeida                 | PR                               | Professor Lemos                  |                                  |
| BA | Fátima Nunes                     | PR                               | Requião Filho                    |                                  |
| BA | Euclides Fernandes               | PR                               | Arilson Chiorato                 |                                  |
| BA | Maria del Carmen                 | PR                               | Renato Freitas                   |                                  |
| BA | Paulo Rangel                     | PR                               | Ana Júlia                        |                                  |
| CE | Fernando Santana                 | PR                               | Luciana Rafagnin                 |                                  |
| CE | De Assis Diniz                   | PR                               | Dr. Antenor                      |                                  |
| CE | Jô Farias                        | RJ                               | Elika Takimoto                   |                                  |
| CE | Julinho                          | RJ                               | Renato Machado                   |                                  |
| CE | Juliana Lucena                   | RJ                               | Verônica Lima                    |                                  |
| CE | Missias do MST                   | RJ                               | Andrezinho Ceciliano             |                                  |
| CE | Larissa Gaspar                   | RJ                               | Zeidan                           |                                  |
| CE | Nizo Costa+                      | RJ                               | Marina do MST                    |                                  |
| DF | Chico Vigilante                  | RJ                               | Carla Machado                    |                                  |
| DF | Gabriel Magno                    | RN                               | Isolda Dantas                    |                                  |
| DF | Ricardo Vale                     | RN                               | Divaneide                        |                                  |
| ES | João Coser                       | RN                               | Francisco do PT                  |                                  |
| ES | Iriny Lopes                      | RO                               | Cláudia de Jesus                 |                                  |
| GO | Antônio Gomide                   | RS                               | Valdeci Oliveira                 |                                  |
| GO | Bia de Lima                      | RS                               | Pepe Vargas                      |                                  |
| GO | Mauro Rubem                      | RS                               | Adão Pretto Filho                |                                  |
| MG | Beatriz Cerqueira                | RS                               | Jeferson Fernandes               |                                  |
| MG | Ulysses Gomes                    | RS                               | Luiz Fernando Mainardi           |                                  |
| MG | Cristiano Silveira               | RS                               | Leonel Radde                     |                                  |
| MG | Dr. Jean Freire                  | RS                               | Zé Nunes                         |                                  |
| MG | Marquinhos Lemos                 | RS                               | Sofia Cavedon                    |                                  |
| MG | Leninha Alves                    | RS                               | Stela Farias                     |                                  |
| MG | Betão                            | RS                               | Miguel Rossetto                  |                                  |
| MG | Andréia de Jesus                 | RS                               | Laura Sito                       |                                  |
| MG | Macaé Evaristo                   | SC                               | Luciane Carminatti               |                                  |
| MG | Luizinho                         | SC                               | Neodi Saretta                    |                                  |
| MG | Ricardo Campos                   | SC                               | Fabiano da Luz                   |                                  |
| MG | Leleco Pimentel                  | SC                               | Pedro Baldissera                 |                                  |
| MS | Zeca do PT                       | SE                               | Chico do Correio                 |                                  |
| MS | Pedro Kemp                       | SP                               | Eduardo Suplicy                  |                                  |
| MS | Amarildo Cruz                    | SP                               | Emídio de Souza                  |                                  |
| MT | Lúdio Cabral                     | SP                               | Professora Bebel                 |                                  |
| MT | Valdir Barranco                  | SP                               | Ênio Tatto                       |                                  |
| PA | Dirceu Ten Caten                 | SP                               | Luiz Fernando                    |                                  |
| PA | Elias Santiago                   | SP                               | Maurici                          |                                  |
| PA | Maria do Carmo Martins Lima      | SP                               | Paulo Fiorilo                    |                                  |
| PA | Carlos Bordalo                   | SP                               | Reis                             |                                  |
| PB | Cida Ramos                       | SP                               | Márcia Lia                       |                                  |
| PB | Luciano Cartaxo                  | SP                               | Teonilio Barba                   |                                  |
| PE | João Paulo                       | SP                               | Thainara Faria                   |                                  |
| PE | Doriel Barros                    | SP                               | Antonio Donato                   |                                  |
| PE | Rosa Amorim                      | SP                               | Jorge do Carmo                   |                                  |
| PI | Flávio Júnior                    | SP                               | Ana Perugini                     |                                  |
| PI | Janaína Pinto Marques            | SP                               | Rômulo Fernandes                 |                                  |
| PI | Limma                            | SP                               | Luiz Cláudio Marcolino           |                                  |
| PI | Firmino Paulo                    | SP                               | Beth Sahão                       |                                  |
| PI | Hélio Isaías                     | SP                               | Simão Pedro                      |                                  |
| Observações: Os nomes marcados com o símbolo * foram (re)eleitos em 2022 por outros partidos. Nomes marcados com o símbolo + são suplentes em exercício ou efetivados. |                                  |                                  |                                  |                                  |

### Presidentes nacionais
O primeiro presidente nacional do PT foi Luiz Inácio Lula da Silva, eleito no 1º Encontro Nacional do PT ocorrido em 9 de agosto de 1981, sendo reeleito por instâncias do partido nos quatro anos seguintes. Em janeiro de 1988, o Diretório Nacional elegeu o gaúcho Olívio Dutra ao cargo e em dezembro do mesmo ano elegeu o paulista Luiz Gushiken. Lula retornou à direção da sigla em julho de 1990, sendo reeleito em 1992 e 1993. Em 1994 foi eleito pelo Diretório Nacional o jornalista mineiro Rui Falcão. Em 1995 foi eleito José Dirceu, sendo mantido no cargo até dezembro de 2002. O cearense José Genoino foi eleito pelo Diretório Nacional em 7 de dezembro de 2002 para substituir José Dirceu, que assumiria a Casa Civil no primeiro governo Lula.
Em 2005, o gaúcho Tarso Genro deixou o ministério para ocupar a presidência interina do Partido dos Trabalhadores, substituindo José Genoino. Lançou-se, então, candidato à presidência nas eleições internas do partido, mas acabou retirando sua candidatura para apoiar o deputado federal Ricardo Berzoini. Esse último venceu eleição interna em outubro de 2005, mas em outubro de 2006 anunciou seu afastamento do cargo. Marco Aurélio Garcia, por ser vice-presidente nacional da legenda, assumiu o cargo no seu lugar.
Berzoini retornou do afastamento em fevereiro de 2007 e foi reeleito em dezembro. O geólogo carioca José Eduardo Dutra foi confirmado no dia 25 novembro de 2009 como o próximo presidente nacional do PT. Entre abril de 2011 e julho de 2017 o partido foi novamente presidido por Rui Falcão. A paranaense Gleisi Hoffmann tornou-se a primeira mulher a presidir o partido em julho de 2017, sendo reeleita em novembro de 2019. Em março de 2025, Humberto Costa assumiu interninamente a presidência do partido, após a nomeação de Gleisi para a Secretaria de Relações Institucionais do governo Lula.
| Imagem                    | Nome                      | Mandato | Mandato |
| Imagem                    | Nome                      | Início  | Fim     |
| ------------------------- | ------------------------- | ------- | ------- |
| Luiz Inácio Lula da Silva | Luiz Inácio Lula da Silva | 1981    | 1988    |
| Olívio Dutra              | Olívio Dutra              | 1988    | 1988    |
| Luiz Gushiken             | Luiz Gushiken             | 1988    | 1990    |
| Luiz Inácio Lula da Silva | Luiz Inácio Lula da Silva | 1990    | 1994    |
| Rui Falcão                | Rui Falcão                | 1994    | 1995    |
| José Dirceu               | José Dirceu               | 1995    | 2002    |
| José Genoino              | José Genoino              | 2002    | 2005    |
| Tarso Genro               | Tarso Genro               | 2005    | 2005    |
| Ricardo Berzoini          | Ricardo Berzoini          | 2005    | 2006    |
| Marco Aurélio Garcia      | Marco Aurélio Garcia      | 2006    | 2007    |
| Ricardo Berzoini          | Ricardo Berzoini          | 2007    | 2010    |
| José Eduardo Dutra        | José Eduardo Dutra        | 2010    | 2011    |
| Rui Falcão                | Rui Falcão                | 2011    | 2017    |
| Gleisi Hoffmann           | Gleisi Hoffmann           | 2017    | 2025    |
| Humberto Costa            | Humberto Costa Interino   | 2025    | 2025    |
| Edinho Silva              | Edinho Silva              | 2025    | —       |

### Número de filiados
| Data     | Filiados  | Crescimento anual | Crescimento anual |
| -------- | --------- | ----------------- | ----------------- |
| dez/2006 | 1 047 851 | —                 | —                 |
| dez/2007 | 1 160 607 | 112 756           | +10%              |
| dez/2008 | 1 164 651 | 4044              | +0,3%             |
| dez/2009 | 1 193 792 | 29 141            | +2,5%             |
| dez/2010 | 1 394 039 | 200 247           | +16%              |
| dez/2011 | 1 524 201 | 130 162           | +9,3%             |
| dez/2012 | 1 551 626 | 27 425            | +1,7%             |
| dez/2013 | 1 589 213 | 37 587            | +2,4%             |
| dez/2014 | 1 586 699 | 2 514             | -0,1%             |
| dez/2015 | 1 590 104 | 3 405             | +0,2%             |
| dez/2016 | 1 586 521 | 3 583             | -0,2%             |
| dez/2017 | 1 585 664 | 857               | -0,0%             |
| dez/2018 | 1 591 575 | 5 911             | +0,3%             |
| dez/2019 | 1 475 678 | 115 897           | -7,8%             |
| dez/2020 | 1 544 532 | 68 854            | +4,6%             |
| dez/2021 | 1 607 120 | 62 588            | +4%               |
| dez/2022 | 1 607 600 | 480               | +0,02%            |
| dez/2023 | 1 609 077 | 1 477             | +0,09%            |
| dez/2024 | 1 647 431 | 38 354            | +2,38%            |

### Tendências partidárias
O PT é um partido amplo que contém dentro de si diversas organizações internas, correntes e facções conhecidas como "tendências". Variando de grupos de centro-esquerda lulista para esquerda cristã e Marxistas-Leninistas. Algumas das tendências mais importantes incluem a Construindo um Novo Brasil, Movimento PT, Democracia Socialista, O Trabalho, Articulação de Esquerda e PT Militante e Socialista.
Devido a discordâncias internas, com o tempo certas tendências passaram a integrar outros partidos políticos, como o caso da Corrente Socialista dos Trabalhadores, Movimento Esquerda Socialista, Movimento de Unidade Socialista e dentre outros, que migraram ao Partido Socialismo e Liberdade (PSOL). Enquanto outros formaram seus próprios partidos, como o caso da Causa Operária, que se tornou o Partido da Causa Operária (PCO) ou da Convergência Socialista e outras várias tendências formaram o Partido Socialista dos Trabalhadores Unificado (PSTU).

## Desempenho eleitoral
O PT foi o partido preferido de cerca de um quarto do eleitorado brasileiro em dezembro de 2009. No entanto, em 2015, durante a crise político-econômica, a porcentagem de eleitores que declaram preferência ao PT oscilou entre 9% e 12%, enquanto 38% apontaram a legenda como aquela de que menos gostam (índice de rejeição ao partido). Esse cenário mudou em 2018, quando, segundo levantamento do Ibope, o PT era o partido preferido de 29% dos brasileiros, sendo o partido mais bem quisto pelos brasileiros naquele ano.

### Eleições presidenciais
Quando não venceu uma eleição, o partido foi vencido ou no 2.º turno ou no primeiro turno no caso das eleições de turno único (a de 1994 e 1998).
| Ano  | Imagem | Candidato(a) a Presidente      | Candidato(a) a Vice-Presidente | Coligação                                                                                     | Votos               | Posição |
| ---- | ------ | ------------------------------ | ------------------------------ | --------------------------------------------------------------------------------------------- | ------------------- | ------- |
| 1989 |        | Luiz Inácio Lula da Silva (PT) | José Paulo Bisol (PSB)         | Frente Brasil Popular (PT, PSB, PCdoB)                                                        | 31 076 364 (46,97%) | 2ª      |
| 1994 |        | Luiz Inácio Lula da Silva (PT) | Aloizio Mercadante (PT)        | Frente Brasil Popular pela Cidadania (PT, PSB, PPS, PV, PCdoB, PCB e PSTU)                    | 17 122 127 (27,07%) | 2ª      |
| 1998 |        | Luiz Inácio Lula da Silva (PT) | Leonel Brizola (PDT)           | União do Povo Muda Brasil (PT, PDT, PSB, PCdoB e PCB)                                         | 21 475 218 (31,71%) | 2ª      |
| 2002 |        | Luiz Inácio Lula da Silva (PT) | José Alencar (PL)              | Lula Presidente (PT, PL, PCdoB, PMN e PCB)                                                    | 52 793 364 (61,27%) | 1ª      |
| 2006 |        | Luiz Inácio Lula da Silva (PT) | José Alencar (PRB)             | A Força do Povo (PT, PRB e PCdoB)                                                             | 58 295 042 (60,83%) | 1ª      |
| 2010 |        | Dilma Rousseff (PT)            | Michel Temer (PMDB)            | Para o Brasil Seguir Mudando (PT, PMDB, PR, PSB, PDT, PCdoB, PSC, PRB, PTC e PTN)             | 55 752 529 (56,05%) | 1ª      |
| 2014 |        | Dilma Rousseff (PT)            | Michel Temer (PMDB)            | Com a Força do Povo (PT, PMDB, PSD, PP, PR, PROS, PDT, PCdoB e PRB)                           | 54 495 459 (51,64%) | 1ª      |
| 2018 |        | Fernando Haddad (PT)           | Manuela d'Ávila (PCdoB)        | O Povo Feliz de Novo (PT, PROS e PCdoB)                                                       | 47 039 579 (44,87%) | 2ª      |
| 2022 |        | Luiz Inácio Lula da Silva (PT) | Geraldo Alckimin (PSB)         | Brasil da Esperança (FE Brasil, PSB, Federação PSOL REDE, Solidariedade, Avante, Agir e PROS) | 60 345 999 (50,90%) | 1ª      |

Animação representando o desempenho eleitoral dos candidatos petistas em relação aos adversários tucanos ao longo dos anos de 1994 e 1998, em turno único; e 2002, 2006, 2010 e 2014, em segundo turno. O turno único de 1998 não foi vencido por nenhum desses dois candidatos no estado do Ceará, mas por Ciro Gomes.

### Eleições parlamentares federais
Quantidade, por legislatura, de congressitas eleitos pelo Partido a cada uma das duas casas do Congresso Nacional:
| Legislatura      | Eleitos  | %    | Var. |
| ---------------- | -------- | ---- | ---- |
| 57.ª (2023-2026) | 69 / 513 | 13,4 | 13   |
| 56.ª (2019-2023) | 56 / 513 | 10,9 | 13   |
| 55.ª (2015-2019) | 69 / 513 | 13,4 | 19   |
| 54.ª (2011-2015) | 88 / 513 | 17,1 | 5    |
| 53.ª (2007-2011) | 83 / 513 | 16,1 | 8    |
| 52.ª (2003-2007) | 91 / 513 | 17,7 | 33   |
| 51.ª (1999-2003) | 58 / 513 | 11,3 | 9    |
| 50.ª (1995-1999) | 49 / 513 | 9,6  | 14   |
| 49.ª (1991-1995) | 35 / 503 | 7,0  | 19   |
| 48.ª (1987-1991) | 16 / 487 | 3,3  | 8    |
| 47.ª (1983-1987) | 8 / 479  | 1,7  | –    |

| Legislatura      | Eleitos | %     | Var. |
| ---------------- | ------- | ----- | ---- |
| 57.ª (2023-2026) | 9 / 81  | 11,1  | 3    |
| 56.ª (2019-2023) | 6 / 81  | 7,4   | 7    |
| 55.ª (2015-2019) | 13 / 81 | 16    | 1    |
| 54.ª (2011-2015) | 14 / 81 | 17,2  | 3    |
| 53.ª (2007-2011) | 11 / 81 | 13,58 | 3    |
| 52.ª (2003-2007) | 14 / 81 | 16    | 7    |
| 51.ª (1999-2003) | 7 / 81  | 8,64  | 2    |
| 50.ª (1995-1999) | 5 / 81  | 6,17  | 4    |
| 49.ª (1991-1995) | 1 / 81  | 1,23  | 1    |
| 48.ª (1987-1991) | 0 / 72  | 0,0   | 0    |
| 47.ª (1983-1987) | 0 / 69  | 0,0   | –    |

Esses números representam o início de cada legislatura, desconsiderando, por exemplo, parlamentares que tenham mudado de partido posteriormente. Entre os senadores, foram incluídos aqueles que não concorreram por ainda estarem na metade de seus mandatos.

### Eleições estaduais
Quantidade, por eleição geral, de governadores e deputados estaduais e distritais eleitos pela sigla:
| Ano  | Eleitos | %         | Var. |
| ---- | ------- | --------- | ---- |
| 2022 | 4 / 27  | sem dados | 0    |
| 2018 | 4 / 27  | sem dados | 1    |
| 2014 | 5 / 27  | sem dados | 0    |
| 2010 | 5 / 27  | sem dados | 0    |
| 2006 | 5 / 27  | sem dados | 2    |
| 2002 | 3 / 27  | sem dados | 0    |
| 1998 | 3 / 27  | sem dados | 1    |
| 1994 | 2 / 27  | sem dados | 2    |
| 1990 | 0 / 27  | sem dados | 0    |
| 1986 | 0 / 23  | sem dados | 0    |
| 1982 | 0 / 22  | sem dados | –    |

| Ano  | Eleitos     | %         | Var.      |
| ---- | ----------- | --------- | --------- |
| 2022 | 118 / 1 035 | sem dados | 33        |
| 2018 | 85 / 1 024  | sem dados | 23        |
| 2014 | 108 / 1 059 | sem dados | 41        |
| 2010 | 149 / 1 059 | sem dados | sem dados |
| 2006 | sem dados   | sem dados | sem dados |
| 2002 | sem dados   | sem dados | sem dados |
| 1998 | sem dados   | sem dados | sem dados |
| 1994 | sem dados   | sem dados | sem dados |
| 1990 | sem dados   | sem dados | sem dados |
| 1986 | sem dados   | sem dados | sem dados |
| 1982 | 13 / 947    | sem dados | –         |

Esses números representam o início dos mandatos, desconsiderando, por exemplo, candidaturas cassadas.

### Eleições municipais
Quantidade, por eleição municipal, de prefeitos e vereadores eleitos pelo Partido:
| Ano  | Eleitos     | %         | Var. |
| ---- | ----------- | --------- | ---- |
| 2024 | 252 / 5 569 | 4,52      | 70   |
| 2020 | 182 / 5 565 | sem dados | 74   |
| 2016 | 256 / 5 565 | sem dados | 380  |
| 2012 | 636 / 5 565 | sem dados | 76   |
| 2008 | 560 / 5 554 | 10,08     | 150  |
| 2004 | 410 / 5 560 | sem dados | 223  |
| 2000 | 187 / 5 559 | sem dados | 77   |
| 1996 | 110 / 5 378 | sem dados | 56   |
| 1992 | 54 / 4 762  | sem dados | 16   |
| 1988 | 38 / 4 287  | sem dados | –    |
| 1985 | 1 / 201     | –         | –    |
| 1982 | 2 / 3 941   | –         | –    |

| Ano  | Eleitos        | %         | Var.  |
| ---- | -------------- | --------- | ----- |
| 2024 | 3 127 / 58 396 | 5,35      | 460   |
| 2020 | 2 665 / 56 810 | sem dados | 150   |
| 2016 | 2 815 / 56 810 | sem dados | 2252  |
| 2012 | 5 067 / 56 141 | sem dados | 899   |
| 2008 | 4 168 / 51 903 | sem dados | 489   |
| 2004 | 3 679          | sem dados | 1 194 |
| 2000 | 2 485          | sem dados | 590   |
| 1996 | 1 895          | sem dados | 795   |
| 1992 | 1 100          | sem dados | 200   |
| 1988 | 900            | sem dados | 782   |
| 1982 | 118            | sem dados | –     |

Esses números representam o início dos mandatos, desconsiderando, por exemplo, candidaturas cassadas.

## Presidentes petistas
| N.º | Nome           | Retrato | Origem       | Período dos mandatos                                                          |
| --- | -------------- | ------- | ------------ | ----------------------------------------------------------------------------- |
| 1º  | Lula           |         | Pernambuco   | 1 de janeiro de 2003 – 1 de janeiro de 2011 1 de janeiro de 2023 – atualmente |
| 2º  | Dilma Rousseff |         | Minas Gerais | 1 de janeiro de 2011 – 31 de agosto de 2016                                   |

## Acusações de corrupção
No ano de 2005, o penúltimo ano da gestão do PT, membros do partido viram-se envolvidos em várias acusações de corrupção que passaram a ter grande repercussão após denúncias do então deputado federal e ex-presidente do PTB, Roberto Jefferson (envolvido em um escândalo de corrupção nos Correios), sobre um suposto esquema de pagamento de propina a parlamentares, que denominou "mensalão". As acusações do deputado no Conselho de Ética e Decoro Parlamentar da Câmara dos Deputados do Brasil culminaram no afastamento do então Ministro-chefe da Casa Civil, José Dirceu, na instalação da CPMI dos Correios e em várias acusações em sequência, que provocaram a saída do presidente do PT José Genoíno e o pedido de licença de vários membros da cúpula do partido. Dentre esses, os principais nomes eram os de Silvio Pereira, que era secretário-geral nacional do PT e saiu por ter ganho um veículo de uma empresa privada que havia vencido uma licitação, e Delúbio Soares, ex-tesoureiro do partido, que foi expulso do partido. Após o escândalo do mensalão, o deputado federal José Dirceu teve seu mandato cassado pelo plenário da Câmara. O relator da CPI concluiu: "Houve recebimento de vantagens indevidas por parlamentares e dirigentes partidários com periodicidade variável, mas constante em 2002 e em 2003. Chame-se a isso mensalão quem quiser; chame-se a isso quinzenão quem quiser; chame-se a isso semanão quem quiser", citando o relatório final de Ibrahim Abi-Ackel (PP-MG).
O PT defende a tese de que o crime cometido foi o de caixa dois e não o da compra de deputados. A respeito disso, o Presidente Lula declarou, em entrevista na França, no mês de julho de 2005, que "O que o PT fez do ponto de vista eleitoral é o que é feito no Brasil sistematicamente. Eu acho que as pessoas não pensaram direito no que estavam fazendo, porque o PT tem, na ética, uma das suas marcas mais extraordinárias. E não é por causa do erro de um dirigente ou de outro que você pode dizer que o PT está envolvido em corrupção."
Em setembro de 2006, surge um novo escândalo, chamado de "Crise do Dossiê", envolvendo pessoas próximas ao presidente Lula e ao senador Aloizio Mercadante, respectivamente candidatos à Presidência da República e ao governo de São Paulo, que pretendiam comprar, com 1,7 milhão de reais em dinheiro vivo, de origem duvidosa, um dossiê que supostamente vincularia o candidato José Serra com o escândalo das sanguessugas. No final, o Tribunal Superior Eleitoral (TSE) inocentou, por unanimidade, o presidente Lula. Também foram inocentados o ex-ministro da Justiça Márcio Thomaz Bastos; o presidente nacional do PT, Ricardo Berzoini; o empresário Valdebran Padilha; o advogado Gedimar Passos; e o ex-assessor da Presidência Freud Godoy. Por sua vez, o plenário do STF decidiu arquivar o inquérito contra o senador Aloizio Mercadante (PT-SP) por falta de provas.
Com base em dados divulgados pelo Tribunal Superior Eleitoral, o Movimento de Combate à Corrupção Eleitoral divulgou um balanço, em 4 de outubro de 2007, com os partidos com maior número de parlamentares cassados por corrupção entre os anos de 2000 e 2007. O PT aparece em nono lugar na lista, com 10 cassações, atrás do DEM, PMDB e PSDB, PP, PTB, PDT, PR e PPS.
Em 1° de fevereiro de 2008, a Ministra da Igualdade Racial Matilde Ribeiro pediu demissão do cargo por R$ 171 mil em gastos irregulares com o ´cartão de crédito corporativo de seu gabinete.
Outro escândalo envolve o ex-ministro Antonio Palocci, que, segundo a Folha de S.Paulo, aumentou seu patrimônio em 20 vezes em quatro anos, sendo que uma grande parcela do seu enriquecimento se deu nos dois meses subsequentes às eleições presidenciais de 2010. Acusado de tráfico de influência, viu-se muito próximo de sofrer a investigação de uma Comissão Parlamentar de Inquérito (CPI) no Senado, o que possivelmente causaria um grande abalo no governo de sua presidenta Dilma Rousseff. Palocci enviou explicações à evolução patrimonial e, após analisar os documentos apresentados pelo ministro, o procurador-geral da República, Roberto Gurgel, determinou o arquivamento das representações, pedindo a abertura de inquérito para investigar a evolução patrimonial do ministro. Palocci pediu afastamento do cargo em 7 de junho de 2011. Em setembro de 2017, desfiliou-se do partido.
Durante o governo do PT, houve uma concentração da grande mídia, privilegiando os empresários já estabelecidos, principalmente no ramo de radiodifusão.
O esquema de propina e desvio de recursos da estatal foi investigado pela força-tarefa da Operação Lava Jato. Em pesquisa de opinião sobre corrupção e política realizada em dezembro de 2015 pelo Datafolha, o Partido dos Trabalhadores foi considerado o partido com maior número de políticos corruptos. Enquanto 59% dos entrevistados consideraram que a maioria dos políticos do PT seriam corruptos, esse índice ficou em 44% ao PMDB e 38% ao PSDB.
Em maio de 2018, após José Dirceu ser novamente preso, o trio (Lula, Palocci e Dirceu) do Partido dos Trabalhadores, que comandou o país no primeiro governo Lula está preso. Dirceu foi chefe da casa Civil de 2003 a 2005, e Palocci foi Ministro da Fazenda de 2003 a 2006. A época, Dirceu e Palocci eram cotados como possíveis sucessores de Lula. Antonio Palocci, foi o responsável por pavimentar o caminho entre o governo e o mercado financeiro. Depois de sair incólume do processo do mensalão, foi atingido por suspeitas de corrupção. Já Dirceu, trabalhou na interlocução do Executivo com deputados e senadores em busca da aprovação de projetos e na garantia da governabilidade.

### Institucional
- [www.pt.org.br «Página oficial»] Verifique valor |url= (ajuda)
- «Nossa História». Partido dos Trabalhadores
- «Contato». Partido dos Trabalhadores. Consultado em 14 de novembro de 2015
- «Estatuto do Partido (2014)» (PDF). p. 3. Consultado em 8 de dezembro de 2017. Arquivado do original (PDF) em 3 de março de 2016
- «Fundação Perseu Abramo (PT)». Fundação Perseu Abramo. Consultado em 28 de janeiro de 2023
- «Juventude do PT»

### Redes sociais
- Partido dos Trabalhadores no Facebook
- Partido dos Trabalhadores no Flickr
- Partido dos Trabalhadores no Instagram
- Partido dos Trabalhadores no X
- Partido dos Trabalhadores no YouTube